# NGC 409

NGC 409

NGC 409 هي مجرة تتبع كوكبة معمل النحات. اكتشفها جون هيرشل في 29 نوفمبر 1837.

## روابط خارجية
- NGC 409 على موقع ويكي سكاي: DSS2, SDSS, GALEX, IRAS, Hydrogen α, X-Ray, Astrophoto, Sky Map, Articles and images